# Christina Ricci
Christina Ricci (Santa Monica, 12 de febrer de 1980) és una actriu dels Estats Units. Ricci va rebre un reconeixement inicial com a actriu infantil actuant com la Dimecres de la família Adams en la pel·lícula La família Addams (1991) i en Addams Family Values (1993), i en el seu paper com Kat Harvey a Casper (1995). Ricci va fer una transició cap papers més adults a The Ice Storm (1997), seguida per una aparició a Buffalo '66 (1998) i després a The Opposite of Sex (1998), paper pel qual rebé la nominació pel Golden Globe com a millor actriu. Continuà amb èxit a Sleepy Hollow (1999), Monster (2003), Penelope (2006) i Black Snake Moan (2007). El 2006 Ricci va ser nominada per a un premi Emmy pel seu paper en le drama de l'ABC Grey's Anatomy. El 2011-12 va fer el paper de Maggie Ryan en la televisió a Pan Am.

## Biografia
Ricci va néixer a Santa Monica, Califòrnia, el seu pare era advocat i psiquiatre.
Té orígens italians però provinent de quatre o cinc generacions enrere. Tanmateix ella es considera americana d'origen escocès -irlandès.
La família es traslladà a Montclair, Nova Jersey. Els pares de Ricci es van separar l'any 1993 i des d'aleshores no es parla amb el seu pare.
Un crític de Bergen Record descobrí Ricci quan ella tenia 8 anys en una funció escolar representant The Twelve Days of Christmas a l'escola Edgemont de Montclair. La seva actuació en aquesta obra va deixar impactat a Scoth Brolling, un crític de cinema local, el qual va suggerir a la família que el seu talent podria ser millor explotat si es traslladaven a Nova York. Als 8 anys es va traslladar amb la seva família a Nova York fent cas a Brolling, on va començar la seva carrera com a model i actriu infantil, fent anuncis publicitaris i participant en obres del col·legi. Va aconseguir fer audicions per a diverses obres. Va estudiar actuació en el Manhattan´s Professional Children´s School, a Nova York, al costat de Macaulay Culkin (Sol a casa).
Els seus primers treballs, als vuit anys, van ser diversos anuncis comercials infantils per a la televisió americana durant un any. El 1989, als nou anys, va deixar l'escola per continuar els seus estudis primaris i d'actuació amb professors privats.

## Carrera cinematogràfica

### Primers papers (1990-1996)

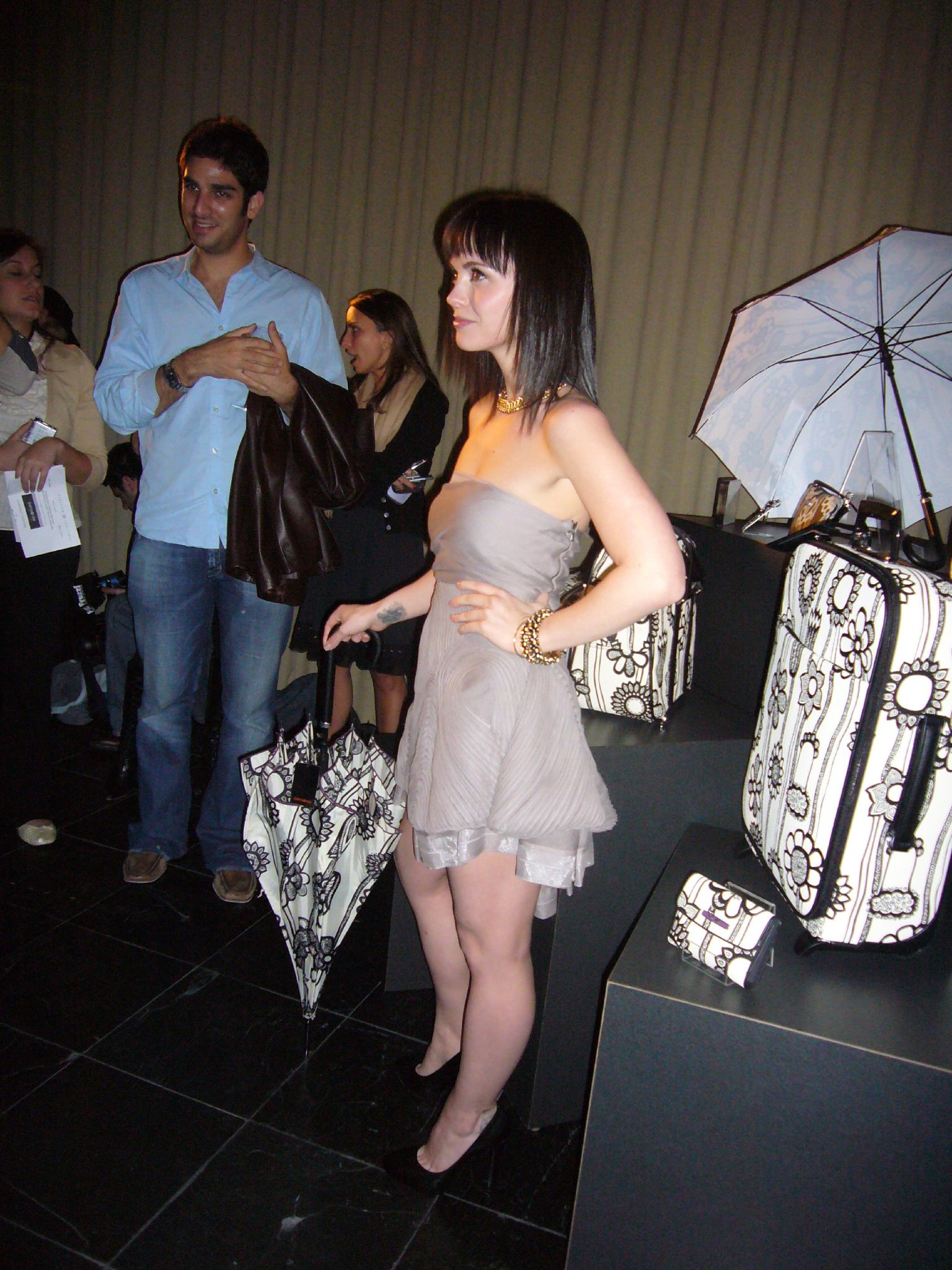
Christina Ricci a l'Hotel Gramercy Park, el 29 de març de 2007.

La seva oportunitat daurada va arribar amb el seu primer paper protagonista en Sirenes (1990), pel·lícula de Orion Films ambientada en els successos de novembre de 1963, amb l'assassinat del president John F. Kennedy, i dirigida per Richard Benjamin, en la qual va debutar als deu anys com la petita Kate Flax, al costat de Cher i Winona Ryder. Amb aquesta última manté una gran amistat, ja que no deixa de visitar-la en el seu apartament cada vegada que arriba a Nova York. «Nosaltres som com a ànimes bessones», va argumentar Winona Ryder en una ocasió.
Un any més tard, dirigida per Barry Sonnenfield, Christina va obtenir el paper de la petita psicòpata Wednesday Addams, al costat de Anjelica Huston, Raúl Julia i Elizabeth Wilson, en la versió cinematogràfica d'un clàssic de l'humor negre americà televisiu de la dècada dels anys 1960 The Addams Family (1991), igual que The Hard Way (1991), on encarna a Bonnie. D'aquí li van seguir films com The Cemetery Club (1993) com a Jessica, i Addams Family Values (1993), repetint l'elenc de la primera versió i tornant a encarnar a la petita Wednesday. En aquest temps, Anjelica Huston li posa el sobrenom de «Squant» que significa ‘petit peixet inquiet’.
Al mateix temps que entrava per fer els seus estudis secundaris en l'Elemental Edgemont, a Nova York, els seus pares es van separar el 1993. Christina va romandre amb la seva mare, que es va quedar amb la seva custòdia i la dels seus germans.
Intentant superar aquesta difícil etapa de la seva vida accepta papers en pel·lícules com Now and Then (1995) com la jove Roberta, compartint pantalla amb grans de la indústria com Demi Moore, Melanie Griffith, Rosie O'Donnell, Rita Wilson (segona esposa de Tom Hanks), Brendan Fraser (The Mummy), Geanine Garofallo, Thora Birch (American Beauty) i Gaby Hoffmann (Volcano), amb la qual té una gran amistat des de llavors.
Amb Casper (1995) comença una segona etapa en la seva carrera cinematogràfica, ja que deixa al seu primer representant i contracta a Larry Franckfort, el qual li aconsegueix papers una mica menys predictibles i amb continguts més humans, com Gold Diggers: The secret of Bear Mountain (1995) on interpreta a Beth Easton, paper que la va fer mereixedora del premi especial a l'estrella de l'any atorgat per la Societat de Premsa de l'Espectacle de Hollywood, a més del Premi a l'Estrella del Matí de l'Est, lliurat per l'Associació d'Amos de Teatres dels Estats Units.
La fama va provocar en la seva vida un canvi tan brusc que els estereotips i la sobrecàrrega emocional van fer que comencés a defallir, per la qual cosa als quinze anys se li va diagnosticar una anorèxia aguda, a més de ser diverses vegades detinguda per conduir en estat etílic. Immediatament va començar amb la teràpia.
Un any més tard la seva popularitat la converteix en una altra de les joves estrelles a ser convidada a posar la seva veu en dibuixos animats, concretament en l'episodi Summer of 4 Ft. 2 de la sèrie de la cadena Fox Els Simpson, representant a la petita Erin, amiga de Lisa Simpson en un fortuït viatge de vacances a la platja.
La seva popularitat i fama aconseguides fins a aquest moment va fer que executius de la multinacional de begudes gasoses Coca-Cola, a través de la seva agència de publicitat McKann-Ericsson, la convidessin a ser part de la col·lecció de pòsters denominats Star al costat d'altres dives com Madonna, Janet Jackson i Whitney Houston per rellançar la nova imatge a nivell mundial d'aquesta beguda.

### 1996-1998
Christina, als 16 anys, apareix en Bastard out of Carolina (1996), en dues escenes fugaces, com la jove Dee Dee; Little Red Riding Hood (1997) encarnant al personatge del nom de la pel·lícula, en el seu primer paper protagonista, i es va convertir en el seu nou projecte. The Ice Storm (La tempesta de gel) (1997) com a Wendy Hood; acabant aquest productiu període per a Christina amb That Darm Cat (1997). En finalitzar l'enregistrament d'aquesta pel·lícula, Christina es gradua en el col·legi i intenta inscriure's en un programa a distància de la Universitat de Colúmbia, però canvia d'opinió i decideix no assistir, ja que prefereix millorar els seus atributs dramàtics a l'hora d'actuar.
Mostres d'aquell canvi també són Souvenir (1998) i Pecker (1998), en el rol de Shelly, al costat d'Edward Furlong, i dirigida per John Waters. I Woke Up Early the Day I Died (1998) i Small Soldiers (1998), producció semianimada de la 20th Century Fox.

### L'oposat al sexe (1998-1999)
Va treballar en Buffalo '66 (1998) en un paper protagonista interpretant a la introvertida Layla; i en Opposite of Sex (L'oposat del sexe) (1998) com a Dedee Truitt, un autèntic perill social que acaba separant a la parella gai del seu germà, actuant al costat de Lisa Kudrow, Martin Donovan (Pasadena) i Ivan Sergei.
Aquests rols van acabar per consagrar-la i atorgar-li sengles reconeixements i premis com dos premis Golden Space Needle  a la millor actriu el 1998, tres NBR Award a la millor actriu de repartiment el 1998 per aquestes dues pel·lícules i una per Pecker (1998). Un premi Golden Satellite a la millor actriu en una pel·lícula comèdia o musical el 1999 i tres premis FFCC 1999 a la millor actriu de repartiment per Pecker (1998) i Buffalo '66 (1998), i una com a millor actriu per Opposite of Sex (1998).
A més, ha rebut sengles nominacions a un premi American Comedy a la millor actriu en una pel·lícula el 1999 i un premi Independent Spirit 1999 a la millor actuació femenina. Però la més important de la seva carrera ha estat, sens dubte, la nominació rebuda a la millor actriu en una pel·lícula còmica o musical per Opposite of Sex (1998) en els Globus d'Or de 1999.
Reconeguda pels crítics com tota una estrella, Tim Burton la va contractar per Sleepy Hollow (1999), adaptació d'un conte de Washington Irving produïda per Paramount Pictures, on encarna a Katrina Van Tassel. Aquest film va ser guanyador de l'Oscar a la millor direcció artística i va comptar amb Johnny Depp i Christopher Walken de protagonistes. Per aquest paper, a l'any següent rebria el premi a la millor actriu d'un film de terror en els premis Blockbuster Entertainment 2000. Va rebre el premi de mans d'una altra dels seus grans amigues Michelle Williams de Dawson´s Creek i Frankie Muñiz de Malcolm in the Middle. Va ser la primera vegada que rebia un guardó en televisió.
A aquest èxit se li van sumar treballs en Fear and Loathing in Las Vegas (1998) com a Lucy, on torna a treballar amb Depp, a més del guanyador de l'Oscar Benicio del Toro i Cameron Diaz. Desert Blue (1998) en el paper de Ely, una jove amant del risc, el perill i la dinamita de contraban, capturada diverses vegades pel xèrif local, el seu propi pare, en una ciutat sotmesa a quarantena pel vessament d'un producte químic desconegut en la carretera principal. Dirigida per l'actor Morgan Freeman (Deep Impact) i amb l'actuació de Brendan Sexton III i Kate Hudson (Gairebé famosos, Holy Smoke).
No Vacancy (1998) es converteix en la primera pel·lícula en la qual ella s'autodirigeix. Després van venir Asylum (1997) i la comèdia 200 Cigarettes (1999), on interpreta a la incontrolable Val, al costat de Courtney Love, Ben Affleck i la seva gran amiga Gaby Hoffmann sota la producció de MTV.

### Aparició en televisió (1990-2004)
El 4 de desembre de 1999 va ser triada per ser amfitriona del popular programa de la NBC Saturday Night Live.
Posteriorment vindria Bless the Child (2000), una adaptació de fi de segle de la profecia, en el paper de Cheri Post, produïda per Buena Vista International i dirigida per Chuck Russell, amb Kim Basinger i l'actor d'origen llatí Jimmy Smits; a més de The man who cried (2000), la història de Suzie, una jove emigrant russa de pare jueu, que ingressa al món del teatre quan troba a una famosa cantant d'òpera.
Al març d'aquell mateix any va treballar al costat del director Michael Oliva en l'enregistrament del vídeo per a la cançó Natural Blues del jove cantant nord-americà Moby, el qual va ser nominat a millor vídeo masculí en els premis MTV Video Music 2000. Aquesta va ser la primera vegada que Christina treballava per a un vídeo musical. Anteriorment ho havia fet, però només amb escenes per a la pel·lícula Desert Blue (1998) en el vídeo The Frug, de Rio Kiley.
El seu fins llavors més recent projecte cinematogràfic va ser estrenat primer en el Festival de Cinema de Toronto i després als Estats Units amb el nom de Prozac Nation (2001).
All Over the Guy (2001), on treballa novament amb Lisa Kudrow com Rayna i dirigida per Julie Davis, va ser el penúltim graó que el 2001 li va imposar abans de gravar Adrenalynn (2001). Després, la televisió li fa la primera crida en la sèrie The Laramie Proyect.
A principis de 2002 Pumpkin va ser estrenada a les sales de cinema el 28 de juliol del mateix any. Produït una vegada més pel famós Francis Ford Coppola, que ja va experimentar l'èxit amb la participació de Christina en el film de 1999 Sleepy Hollow, i dirigida per Adam Larson Broder i Tony Abrams. Aquesta pel·lícula torna a posar a Christina, que interpreta a Carolyn McDuffy, com a coproductora, després del seu treball de 1999 en 200 Cigarettes. Gairebé immediatament després d'acabar aquest projecte estrena, en paper estel·lar, el film Miranda (2002), dirigit per Marc Munden.
Ally McBeal, la popular sèrie guanyadora de l'Emmy de la cadena Fox, la veu tornar a la televisió en la temporada 2002, acabats els seus projectes d'aquell any; com la jove advocada Lliça Bump, comparteix invitació amb el també popular actor Matthew Perry (Chandler en Friends) i el cantant de rock i actor Jon Bon Jovi.
En 2003 va participar en la guardonada pel·lícula Monster com a Shelby Wall, i al costat de Charlize Theron, el 2004 va rebre la nominació al millor petó en els Premis MTV Movie.

### Des de 2003

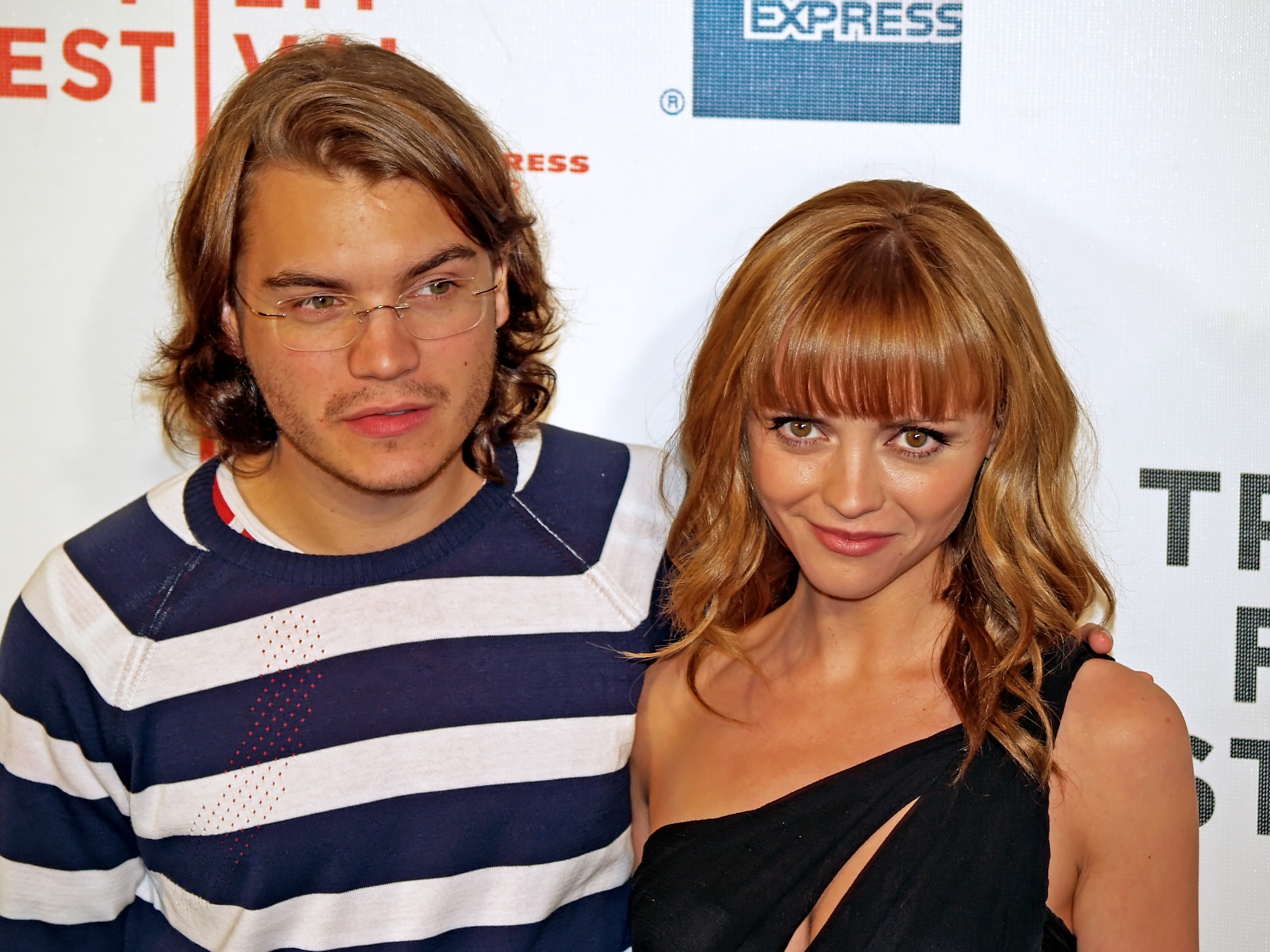
Emile Hirsch i Ricci en la premier de Speed Racer.

El 2003 Woody Allen la dirigeix en Qualsevol altra cosa, estrenada en el Festival de cinema de Venècia el 27 d'agost del mateix any.
Va ser portada de les revistes més importants del món de l'espectacle i la música, com Rolling Stone, Entertainment Weekly, Vogue, People, etc.
Ha participat en innombrables i reconeguts esdeveniments, passant des del premi Oscar fins als premis MTV Movie , a més de diversos festivals de cinema a Europa com Canes o Venècia, i als Estats Units com l'independent Sundance, on el 2000 va ser declarada la reina del festival.
El seu pas per la pantalla petita es veu reflectit per innombrables entrevistes als principals programes d'entreteniment, com The Rosie O´Donnell Show, The Ellen Show, The Tonight Show with Jay Leno, The View, Edward Letterman Show, John Stewart Show, Conan O´Brien Show i Reggis and Katty Lee, entre els més importants.
El 2006 va protagonitzar la pel·lícula Penelope, al costat de James McAvoy. Aquell mateix any vam poder veure-la interpretant a Hanna, una jove tècnica sanitària en la segona temporada de la reeixida sèrie Anatomia de Grey.
El 2008 torna a la pantalla gran encarnant a Trixie, la promesa del protagonista de la pel·lícula dels Germans Wachowski Speed Racer.
El mes de gener de 2010 s'anuncia via Twitter que l'actriu protagonitzarà el drama britànic Bel Ami, al costat de l'actor londinenc Robert Pattinson.
Entre 2011 i 2012 va protagonitzar la sèrie Pan Am, on va donar vida a l'hostessa Maggie Ryan, personatge caracteritzat per la seva rebel·lia i el seu amor incondicional cap al president Kennedy.

## Vida personal
Va tenir una relació llarga i seriosa amb l'actor Matthew Frauman, amb qui va acabar. Actualment resideix amb la seva família a West Hollywood, Califòrnia, encara que té altres residències a Nova York, Miami, Chicago i Londres. Els seus representants són Tommy Harrond, Jason Bennet i John Elmoth.
De 2007 a 2008 va sortir amb l'actor australià Kick Gurry, la parella es va conèixer mentre filmaven la pel·lícula Speed Racer. Més tard el 2008, després de només quatre mesos sortint junts, es va comprometre amb l'actor Owen Benjamin, no obstant això la relació va acabar al juny de 2009.
El 2009 va començar a sortir amb el fotògraf Curtis Buchanan. Al febrer de 2013 Christina anuncia el seu compromís amb James Heerdegen. Van contreure matrimoni el 26 d'octubre d'aquest mateix any a Manhattan. L'agost de 2014, van tenir el seu primer fill.

## Filmografia
Les seves pel·lícules més destacades són:

### Cinema
| Any  | Títol                                                     | Paper                   | Notes                                                              |
| ---- | --------------------------------------------------------- | ----------------------- | ------------------------------------------------------------------ |
| 1990 | Sirenes (Mermaids)                                        | Kate Flax               | Premi per actriu jove en Role Motion Picture                       |
| 1991 | The Hard Way                                              | Bonnie                  |                                                                    |
| 1991 | La família Addams (The Addams Family)                     | Wednesday Addams        |                                                                    |
| 1993 | The Cemetery Club                                         | Jessica                 |                                                                    |
| 1993 | Addams Family Values                                      | Wednesday Addams        |                                                                    |
| 1995 | Casper                                                    | Kathleen 'Kat' Harvey   |                                                                    |
| 1995 | Amigues per sempre (Now and Then)                         | Roberta Martin, de jove |                                                                    |
| 1995 | Gold Diggers: The Secret of Bear Mountain                 | Beth Easton             |                                                                    |
| 1996 | Bastard Out of Carolina                                   | Dee Dee                 |                                                                    |
| 1996 | The Last of the High Kings                                | Erin                    | Also known as Summer Fling                                         |
| 1997 | Little Red Riding Hood                                    | Little Red Riding Hood  | Curtmetratge                                                       |
| 1997 | That Darn Cat                                             | Patti Randall           |                                                                    |
| 1997 | La tempesta de gel (The Ice Storm)                        | Wendy Hood              |                                                                    |
| 1998 | Souvenir                                                  | Young Orlando (veu)     |                                                                    |
| 1998 | Buffalo '66                                               | Layla                   | Premi de Florida Film Critics Circle                               |
| 1998 | Por i fàstic a Las Vegas (Fear and Loathing in Las Vegas) | Lucy                    |                                                                    |
| 1998 | El contrari del sexe (The Opposite of Sex)                | Dede Truitt             | Premi de Florida Film Critics Circle per millor actriu secundària. |
| 1998 | Small Soldiers                                            | Gwendy Doll (veu)       |                                                                    |
| 1998 | Pecker                                                    | Shelley                 |                                                                    |
| 1998 | Desert Blue                                               | Ely Jackson             |                                                                    |
| 1998 | I Woke Up Early The Day I Died                            | Teenage Hooker          |                                                                    |
| 1999 | 200 Cigarettes                                            | Val                     |                                                                    |
| 1999 | No Vacancy                                                | Lillian                 |                                                                    |
| 1999 | Sleepy Hollow                                             | Katrina Van Tassel      |                                                                    |
| 2000 | Bless the Child                                           | Cheri Post              | Premi Blockbuster Entertainment                                    |
| 2001 | Vides furtives (The Man Who Cried)                        | Suzie                   | Personatge "Fegele Abramovich"                                     |
| 2001 | All Over the Guy                                          | Rayna Wyckoff           |                                                                    |
| 2001 | Prozac Nation                                             | Elizabeth Wurtzel       |                                                                    |
| 2002 | Visitants (The Gathering)                                 | Cassie Grant            |                                                                    |
| 2002 | The Laramie Project                                       | Romaine Patterson       |                                                                    |
| 2002 | Pumpkin                                                   | Carolyn McDuffy         |                                                                    |
| 2002 | Miranda                                                   | Miranda (Alice)         |                                                                    |
| 2003 | Anything Else                                             | Amanda                  |                                                                    |
| 2003 | Monster                                                   | Selby                   |                                                                    |
| 2003 | I Love Your Work                                          | Shana                   |                                                                    |
| 2005 | Cursed                                                    | Ellie                   |                                                                    |
| 2006 | Black Snake Moan                                          | Rae                     |                                                                    |
| 2006 | Home of the Brave                                         | Sarah Schivino          |                                                                    |
| 2006 | Penelope                                                  | Penelope Wilhern        |                                                                    |
| 2008 | Speed Racer                                               | Trixie Fontaine         |                                                                    |
| 2008 | New York, I Love You                                      | Camille                 |                                                                    |
| 2009 | After.Life                                                | Anna Taylor             |                                                                    |
| 2009 | All's Faire in Love                                       | Kate                    |                                                                    |
| 2010 | Alpha and Omega                                           | Lilly (veu)             |                                                                    |
| 2011 | Bucky Larson: Born to Be a Star                           | Kathy McGee             |                                                                    |
| 2011 | War Flowers                                               | Sarabeth Ellis          | Post-producció                                                     |
| 2012 | Bel Ami                                                   | Clotilde de Marelle     |                                                                    |
| 2013 | The Smurfs 2                                              | Vexy                    | In Production                                                      |
| 2013 | Around The Block                                          | Dino Chalmers           | Preproducció                                                       |

### Televisió
| Any         | Títol                  | Paper                  | Notes             |
| ----------- | ---------------------- | ---------------------- | ----------------- |
| 1990        | H.E.L.P.               | Olivia                 | 1 episodi         |
| 1996        | The Simpsons           | Erin (veu)             | Summer of 4 Ft. 2 |
| 2002        | Ally McBeal            | Liza Bump              | 7 episodis        |
| 2002        | Malcolm in the Middle  | Kelly                  | 1 episodi         |
| 2005        | Joey                   | Mary Teresa            | 1 episode         |
| 2006        | Grey's Anatomy         | Hannah Davies          | 2 episodis        |
| 2009        | Saving Grace           | Offcr. Abby Charles    | 3 episodis        |
| 2011        | Project Runway         | Jutge invitada         | 1 episodi         |
| 2011 - 2012 | Pan Am                 | Margaret "Maggie" Ryan | Main Cast         |
| 2012        | The Jonathan Ross Show | Herself                | 1 episodi         |

### Videoclips
- Moby – "Natural Blues"
- Cher – "Shoop Shoop (It's in his kiss)"

### Multimèdia
Audio book
- Gossip Girl – Narradora
- Gossip Girl "You Know You Love Me" – Narradora

Video game
- The Legend of Spyro: Dawn of the Dragon - Cynder, the black dragon

## Premis i nominacions[calcitació]

### Nominacions
- 1999. Globus d'Or a la millor actriu musical o còmica per El contrari del sexe (The Opposite of Sex)
- 2006. Primetime Emmy a la millor actriu convidada en sèrie dramàtica per Grey's Anatomy